# 小行星8102
小行星8102（英語：8102 Yoshikazu）是一颗围绕太阳公转的小行星。1994年1月14日，小林隆男在大泉町发现了此天体。
这颗小行星的绝对星等为328.6206135511116等。